# Lødingen

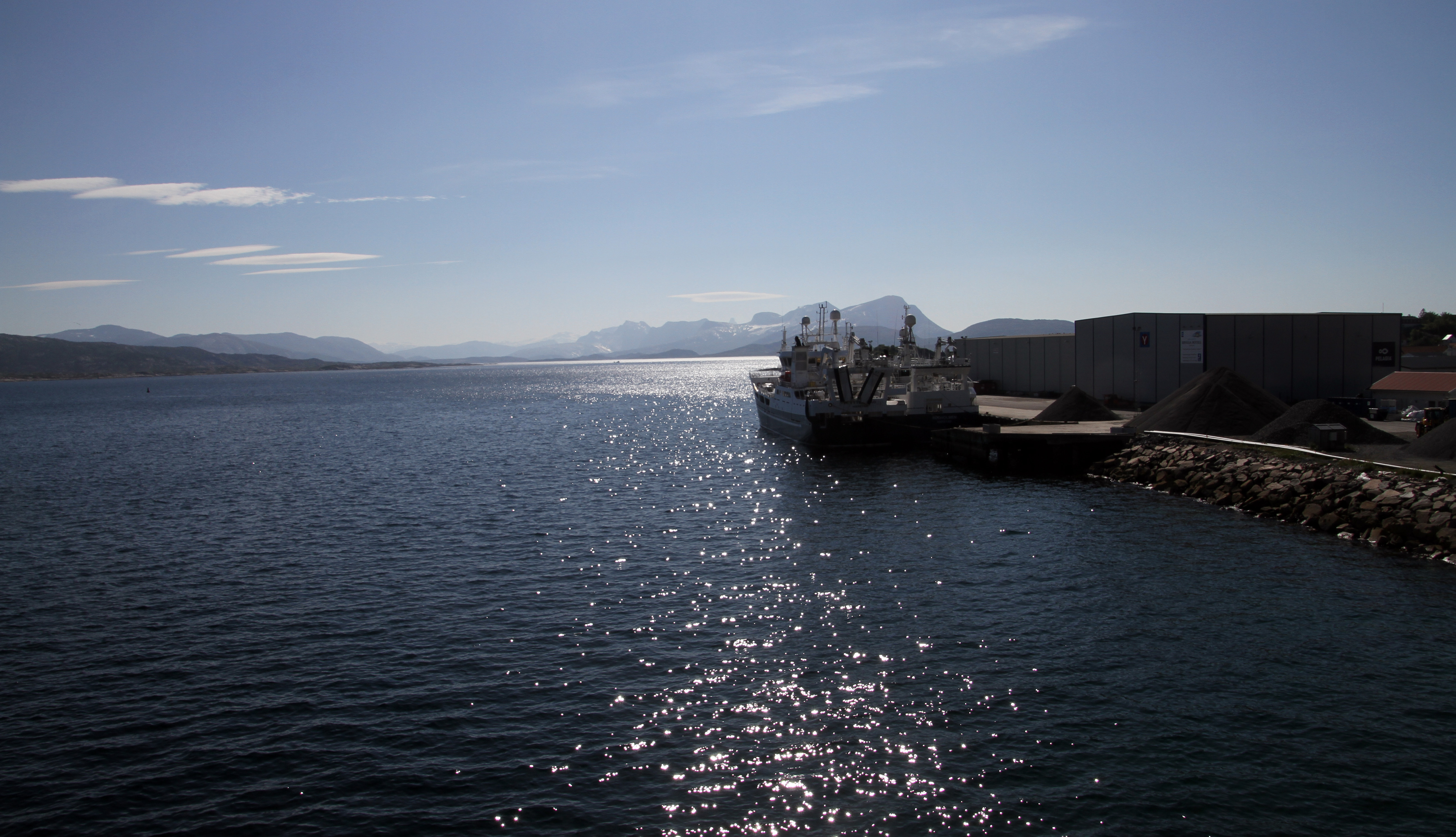

Lødingen là một đô thị ở tỉnh Nordland phía đông Hà Lan. 
Nó là một phần của khu vực truyền thống Ofoten. Trung tâm hành chính của đô thị này là làng Lødingen.
Lødingen được thành lập như khu đô thị ngày 1 tháng 1 năm 1838 (xem formannskapsdistrikt). Hai đô thị khác sau này được tách ra từ nó: Tysfjord (năm 1869) và Tjeldsund (năm 1909). Khu vực Efjorden được chuyển giao cho các đô thị của Ballangen ngày 1 tháng 1 năm 1962.